# Bent Warburg
Bent Warburg, ursprungligen Bengt Arenholtz Warburg, född 5 december 1939 i Köpenhamn, död 2023, var en dansk skådespelare. Han var under en period gift med skådespelaren Anne Bie Warburg.

## Filmografi
- 1966 – Jeg er sgu min egen
- 1969	– Den gale dansker
- 1969	– Tre slags kærlighed
- 1970 – Som brødre vi dele
- 1972	– Blackmail
- 1972	– Manden på Svanegården
- 1972	– Olsenbandets stora kupp
- 1973	– Fætrene på Torndal
- 1973	– I jomfruens tegn
- 1973 – I jungfruns tecken
- 1973	– The Hottest Show in Town
- 1974 – I tjurens tecken
- 1974 – Nyckelhålet
- 1975 – Justine och Juliette
- 1975	– I tvillingernes tegn
- 1976	– I løvens tegn
- 1976	– Sømand på sengekanten
- 1976	– Terror
- 1976 – Bel Ami
- 1977	– Hærværk
- 1977	– I Skorpionens Tegn (Agent 69-Jensen)
- 1977	– Skytten
- 1978	– Fængslende feriedage
- 1979	– Johnny Larsen
- 1979	– Krigernes børn
- 1979	– Rend mig i traditionerne
- 1979	– Ståsted søges
- 1980	– Tillidsmanden
- 1980	– Slingrevalsen
- 1981	– Endagstur
- 1981	– Gummi Tarzan
- 1981	– Hildur
- 1981	– Hjemlig hygge
- 1984	– Rainfox
- 1985	– Taxa-sketc
- 1986	– Mord i mørket
- 1986	– Opløsninger
- 1987	– Kærlighed uden stop
- 1988	– Beredskabsbrug
- 1988	– Det handler ikke kun om kroner
- 1988	– Halløj på badeværelset
- 1988	– Jensen og Børsreformen
- 1990	– Manden der ville være skyldig
- 1991	– EF-Junior team
- 1993	– Historien om de fire cm.
- 1993	– Dansk Familiesammenføring
- 1994	– Harmony
- 1994	– Kunsten at score en god sild
- 1996	– EXIL (Svensk Roulette)
- 1996	– Hannibal og Jerry
- 1996	– Havside Lov
- 1996	– LumafleX Argo
- 1997 – Svensk roulette
- 1997	– Motello
- 1997	– Pizza King
- 1997	– Vals
- 1998	– Albert
- 1999	– Manden med tubaen
- 2000	– Hanna Wolfe

## TV-produktioner
- 1966 – Klar i studiet
- 1968 – Banne mej
- 1969 – Golden Stag Song Festival, Rumænien
- 1969 – Mildest talt (Det drejer sig om fiasko)
- 1969 – Swingin' Europa 69, Holland
- 196? – Huset på Christianshavn
- 1971 – Vi regner matematik, 1-6
- 1972 – Te' løkke Herbert
- 1973 – Syg og munter
- 1975 – Det er prægtigt at være Amerikaner
- 1975 – Helte dør aldrig
- 1976 – Amundsen (speak)
- 1976 – Side om side for rødt
- 1976 – The Explorers 1. Stanley (speak)
- 1976 – The Explorers 3. (speak)
- 1977 – Den frie købmand (kammertjener)
- 1977 – Den frie købmand (hellebardist)
- 1977 – En by i provinsen (Jack-Pot hver gang) 2.1
- 1978 – En by i provinsen "Viggo" i "Afvigeren" (avsnitt # 3.4)
- 1977 – Er det løgn hvad jeg siger?
- 1977 – Ludvigsbakke
- 1978 – Relentless River (speak)
- 1979 – Strejferne
- 1979 – Ungdomsredaktionen /TV oplæsning
- 1980 – Du er smuk, jeg elsker dig
- 1980 – Alice (Krigsdøtre,  4 delar)
- 1980 – Ridder Ræddik, 13 udsendelser
- 1981 – De retfærdige
- 1981 – Endagstur
- 1983 – Hvor er Tom? (Dan-TV)
- 1983 – Julekalenderen 1984 (Nissebanden slår til)
- 1984 – Klitgården Avsnitt 4, Folket og nationen
- 1984 – Livet er en god grund
- 1985 – En rose til Villy
- 1985 – Frygtens marked
- 1985 – Jimmy
- 1986 – Bertel
- 1986 – Opløsninger
- 1986 – Sorgagre
- 1987 – Station 13, episode E (6 avsnitt)
- 1988 – Johansens sidste ugudelige dage
- 198? – Jensen tonight
- 1989 – Elefanter
- 1989 – Gorilla (speak )
- 1989 – Gøngehøvdingen, avsnitt 7
- 1989 – Horn-Ravne-Menneskernes jagt (speak)
- 1989 – I abernes paradis (speak)
- 1989 – I Dansefuglenes verden (speak)
- 1990 – Fiskeren
- 1990 – Vejservice 3 (omlægning)
- 1990 – Truck stop California (speak)
- 1991 – Kald mig Liva
- 1994 – Fæhår og Harzen
- 1994 – Harley Davidson
- 1994 – Kunsten at score en god sild
- 1994 – Købt eller Solgt
- 1995 – Bryggeren 1847-48
- 1995 – Det er nødvendigt at sejle
- 1995 – Frank of Denmark
- 1995 – Fridas første gang
- 1995 – Æggemandens musik (Floyd flytter på landet)
- 199? – Majoren
- 1997 – De fremmede
- 1997 – Pizza King
- 1999 – Manden med tubaen
- 2001 – Hotellet (avsnitt 2.7)
- 2003 – Rejs jer, fordømte